# アンゲロス
アンゲロス（古希: Ἄγγελος、古代ギリシア語ラテン翻字: Ángelos）は、ギリシア神話の使者の女神である。
その名は古代ギリシア語で「使者」を意味し、使者の女神としてのイーリスやヘカテーの別名である。デーロス島の近くにあるヘカテー島のヘカテースネソスで崇拝されていた。
テオクリトスの『牧歌』の古注に次の様な話が伝わっている。
使者の女神としてのヘカテーはゼウスとヘーラーの娘であり、彼女は母親ヘーラーの化粧用香油（または口紅）を盗み、ヘーラーの恋敵であるエウローペーに贈った。ヘーラーが罰を与えようとしたので、彼女は地上へ逃れ、まず産婦のベッドに隠れ、後に葬儀の行列に入り、冥界のアケルース湖（アケローン河）に逃げ、その地で彼女の穢れはカベイロスたちによって潔められた。